# María Climent Mateu
María Climent Mateu foi uma mártir católica, morta durante a Guerra Civil Espanhola. Foi martirizada junto de sua mãe, sendo beatificada pelo papa João Paulo II em 11 de março de 2001.